# Liste der Hochschulen für Kunsttherapie in Deutschland
Das Studium der Kunsttherapie ist an einer Vielzahl von privaten oder öffentlichen Einrichtungen möglich. Im Folgenden werden kunsttherapeutische Ausbildungen an Hochschulen aufgeführt, die zu einem staatlich anerkannten Abschluss führen. An Fachhochschulen werden vierjährige, grundständige Ausbildungen und an Universitäten und Kunsthochschulen kunsttherapeutische Aufbaustudiengänge angeboten. Sie schließen entweder mit einem Diplom oder einem Bachelor- oder Masterabschluss ab.

## Hochschulen
- Alfter – Alanus Hochschule für Kunst und Gesellschaft (Bachelor- und Masterstudiengang Kunsttherapie)
- Berlin – Katholische Hochschule für Sozialwesen Berlin (Bachelorstudiengang Gestaltungstherapie/Klinische Kunsttherapie)
- Berlin – Kunsthochschule Berlin-Weißensee (Masterstudiengang Kunsttherapie)
- Berlin – Sigmund Freud Privatuniversität Berlin (Masterstudiengang Kunsttherapie)
- Dresden – Hochschule für Bildende Künste Dresden (Aufbaustudiengang Kunsttherapie)
- Hamburg – MSH Medical School Hamburg (Bachelorstudiengang Expressive Arts in Social Transformation und Masterstudiengang Intermediale Kunsttherapie)
- München – Akademie der Bildenden Künste München (Master-Studiengang und Zusatz-Studiengang Bildnerisches Gestalten und Therapie)
- München – Institut für Kunst und Therapie München (berufsbegleitender Bachelorstudiengang Kunsttherapie)
- Nürtingen – Hochschule für Wirtschaft und Umwelt Nürtingen-Geislingen (Bachelor- und Masterstudiengang Kunsttherapie)
- Ottersberg – Hochschule für Künste im Sozialen Ottersberg (Bachelorstudiengang Kunst im Sozialen. Kunsttherapie und Kunstpädagogik und Masterstudiengang Kunst und Theater im Sozialen)